# کیزونا ای‌آی
کیزونا اِی‌آی (ژاپنی: キ ズ ナ ア イ، هپبورن: Kizuna Ai) یک یوتیوبر مجازی ژاپنی است. از سال ۲۰۲۰، او بزرگترین یوتیوبر مجازی با بیش از ۴ میلیون مشترک در سه کانال یوتیوب و ۱ میلیون مشترک دیگر در پلتفرم ویدئویی چینی «بیلی‌بیلی» (به انگلیسی: BiliBili) است. کیزونا ای‌آی اولین ویدیوی یوتیوب خود را در ۲۹ نوامبر ۲۰۱۶ در کانال یوتیوب «کانال‌ای‌آی» (به انگلیسی: AIChannel) خود اضافه کرد. کانال دوم او با نام «ای‌آی گیمز» (به انگلیسی: AIGames) در مارس ۲۰۱۷ برای محتوای بازی ویدئویی افتتاح شد و سومین کانال «کانال‌ای‌آی چین» (به انگلیسی: AIChannel China) در ژوئن ۲۰۱۹ برای مخاطبان چینی افتتاح شد.
اگرچه اولین کانالی که از آواتار سی‌جی برای اهداف وبلاگ نویسی در یوتیوب استفاده کرد، کانال آمی یاماتو انگلیسی-ژاپنی بود که اولین ویدیوی خود را در سال ۲۰۱۱ معرفی کرد، کیزونا اولین یوتیوبر مجازی در جهان است با ویژگی‌هایی که امروز می‌شناسیم، دقیقاً مانند کسی که اصطلاح یوتیوبر مجازی را ابداع کرد.